# Скиданки
Скиданки́ (укр. Скиданки) — село,
Черевковский сельский совет,
Миргородский район,
Полтавская область,
Украина.
Код КОАТУУ — 5323288607. Население по переписи 2001 года составляло 11 человек.

## Географическое положение
Село Скиданки находится на правом берегу реки Хорол,
выше по течению на расстоянии в 1 км расположено село Прокоповичи,
на противоположном берегу — село Черевки.
К селу примыкает большой лесной массив (дуб).
Река в этом месте извилистая, образует лиманы, старицы и заболоченные озёра.